# Sumiainen
Sumiainen (Zweeds: Sumiais) is een voormalige gemeente in de Finse provincie West-Finland en in de Finse regio Centraal-Finland. De gemeente had een totale oppervlakte van 231 km² en telde 1307 inwoners in 2003.
De gemeente is samen met Suolahti bij Äänekoski gevoegd.

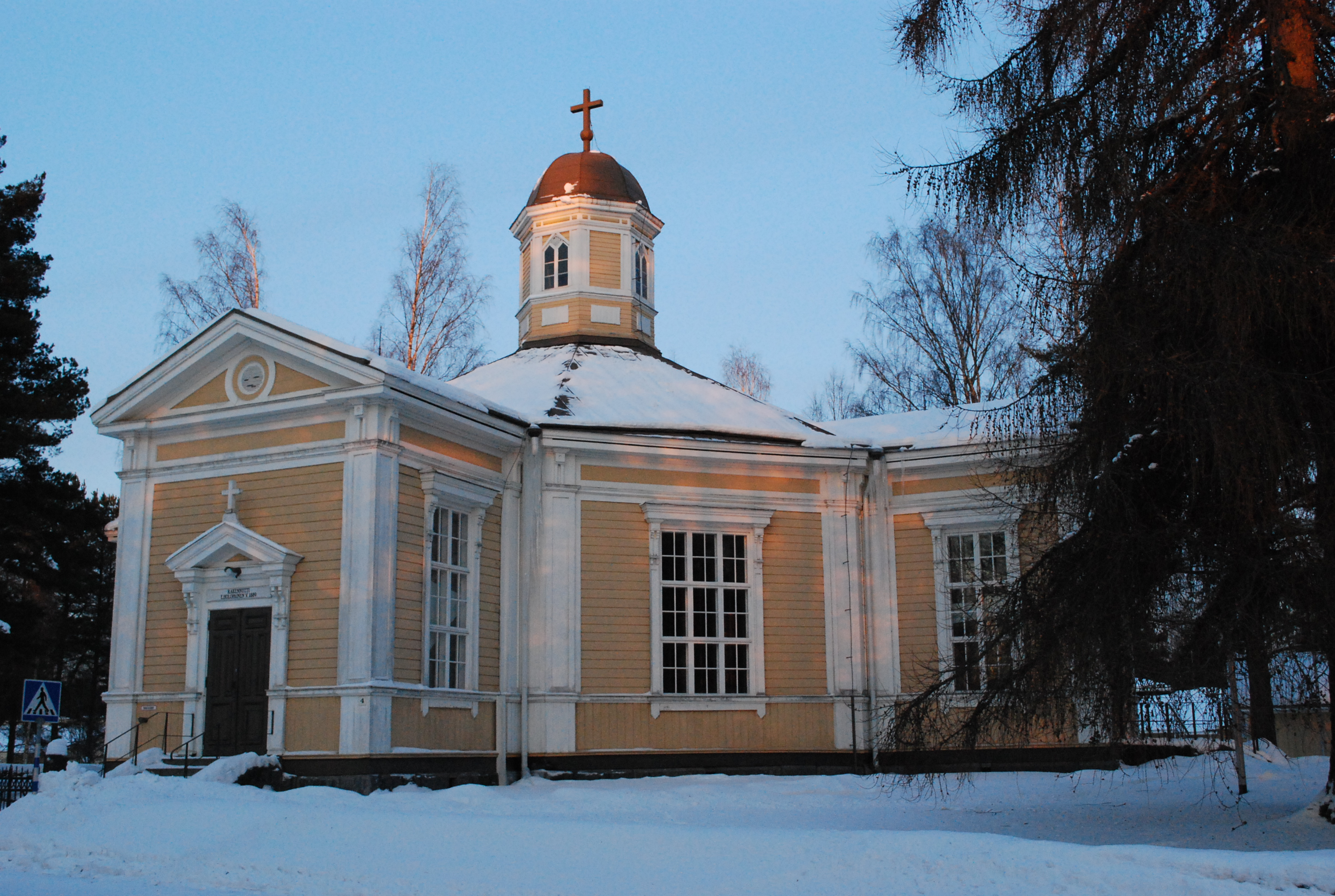
Kerk in Sumiainen

Äänekoski · Hankasalmi · Joutsa · Jyväskylä · Jämsä · Kannonkoski · Karstula · Keuruu · Kinnula · Kivijärvi · Konnevesi · Kuhmoinen · Kyyjärvi · Laukaa · Luhanka · Multia · Muurame · Petäjävesi · Pihtipudas · Saarijärvi · Toivakka · Uurainen · Viitasaari · Äänekoski
Voormalige gemeenten:
Jämsänkoski · Jyväskylän maalaiskunta · Konginkangas · Korpilahti · Koskenpää · Leivonmäki · Pihlajavesi · Pylkönmäki · Säynätsalo · Sumiainen · Suolahti